# 信州2230TV
『信州2230TV』（しんしゅうにーにーさんまるテレビ）は、1991年4月7日から1998年12月27日までテレビ信州で毎週日曜 22:30 - 23:15に放送されていた生放送の情報番組である。

## 概要
開局当初のテレビ信州はNNNとANNのクロスネット局であったため、それまで同時間帯にはANN系列の『日曜洋画劇場』などを放送していたが、1991年4月の長野朝日放送開局を機にネットをNNN系列に一本化させるのに伴い、同時間帯にローカル番組枠を新設した。第1回は「善光寺仲見世のあゆみ」。
この番組は毎回、おすすめスポット・旅・グルメ情報、生活情報、報道・ドキュメンタリーなどの中から1つをテーマに取り上げ、それらのVTRを基に司会のアナウンサーとコメンテーターがスタジオ進行をしていた。ドキュメンタリー特集の回ではVTRのみを放送していたが、報道特集の回ではニュース番組担当のアナウンサーによる進行で、イレギュラーの番組内容になる場合も時々あった。なお、番組終了直後の23:15以降も、同じくテレビ信州製作の『ワールドトピックス』が放送されていた。
番組終了の理由は、平日の夕方の情報番組への参入のため、1998年12月放送の最終回「信州 AS No.1」では、視聴者に新番組開始について告知した。番組の終了後、同時間帯は日本テレビと同じ番組編成になった。
初期のオープニングテーマは、MALTAの「SKY WORKER」であった。

## 出演者

### 司会
- 初代 - 押阪忍（フリーアナウンサー）、茶木環（当時テレビ信州アナウンサー）
- 二代目 - 近藤満里（当時テレビ信州アナウンサー）
- 三代目 - 伊東陽司（テレビ信州アナウンサー）

### コメンテーター
- 加瀬清志（放送作家）
- ほか

## シリーズ化されたテーマ
ふるさと信州を語る
長野県出身、もしくは長野と縁のある文化人・有名人・実業家へのインタビュー。久石譲、常田富士男、美川憲一などが出演した。
電話で医療相談
視聴者から病気や健康に対しての不安や疑問を募集し、番組生放送中に長野県医師会の医師が回答するというもの。番組中に回答できなかったものについては、後日書面または電話にて回答を行っていた。
公共の露天風呂
地方自治体もしくは第三セクターが経営する、安価な料金で誰でも入れる露天風呂の特集。初期には特にエリアを定めずに取材・放送していたが、次第に取材エリアは長野県外にも伸びていった。後に視聴者から人気の露天風呂を募集し、各地域ごとにトロフィーをもって表彰しに行く企画も行っていた。

## 放送回

### 1回〜50回
| 放送回数 | 放送日         | 放送タイトル                                   |
| -------- | -------------- | ---------------------------------------------- |
| 第1回    | 1991年4月14日  | 善光寺仲見世のあゆみ                           |
| 第2回    | 1991年4月21日  | 桜物語                                         |
| 第3回    | 1991年4月28日  | 激論!県政討論会                                |
| 第4回    | 1991年5月5日   | こころのうた中山晋平                           |
| 第5回    | 1991年5月12日  | 山々へ春の訪れ                                 |
| 第6回    | 1991年5月19日  | ズームイン信州Mｙテレビジョン(1)               |
| 第7回    | 1991年5月26日  | 新幹線時代の信越線                             |
| 第8回    | 1991年6月2日   | ふるさと・信州を語る(1)                        |
| 第9回    | 1991年6月9日   | 歴史とロマンの街道〜木曽路の旅〜               |
| 第10回   | 1991年6月16日  | オリンピック特番1998冬季五輪                   |
| 第11回   | 1991年6月23日  | 今決断の時〜信州の環境問題〜                   |
| 第12回   | 1991年6月30日  | 山津波〜語り継ぐ36災害〜                       |
| 第13回   | 1991年7月7日   | ふるさと・信州を語る(2)                        |
| 第14回   | 1991年7月14日  | 団十郎〜150年ぶり伊那谷紀行〜                  |
| 第15回   | 1991年7月21日  | ズームイン信州Mｙテレビジョン(2)               |
| 第16回   | 1991年7月28日  | 県政討論会オリンピックは南北論議を越えられるか |
| 第17回   | 1991年8月4日   | 夏の熱き戦い!〜中原松商の熱球譜                |
| 第18回   | 1991年8月11日  | 合格!あなたが選ぶおいしい店(1)                 |
| 第19回   | 1991年8月18日  | ズームイン信州県内・涼しき宅急便               |
| 第20回   | 1991年8月25日  | ふるさと・信州を語る(3)                        |
| 第21回   | 1991年9月1日   | 草原の墓標〜モンゴルに日本兵の影を追う〜       |
| 第22回   | 1991年9月8日   | 健康の秘訣〜信州のおいしい水〜                 |
| 第23回   | 1991年9月15日  | ズームイン信州・元気クラブ                     |
| 第24回   | 1991年9月22日  | がんばれ!ぼくらのお父さん先生                  |
| 第25回   | 1991年9月29日  | 国際化の信州で外国人医療は?                    |
| 第26回   | 1991年10月6日  | ふるさと・信州を語る(4)                        |
| 第27回   | 1991年10月13日 | 合格!あなたが選ぶおいしい店(2)                 |
| 第28回   | 1991年10月20日 | ズームイン信州特集ユニークな秋祭り             |
| 第29回   | 1991年10月27日 | 今何故信州博か?検証信州博'93                   |
| 第30回   | 1991年11月3日  | ふるさと・信州を語る(5)                        |
| 第31回   | 1991年11月10日 | 新そばの味が勢ぞろい!おらが国の蕎麦自慢        |
| 第32回   | 1991年11月17日 | ズームイン信州知って得する青空市               |
| 第33回   | 1991年11月24日 | 夢馳せる青春プロに賭ける人生                   |
| 第34回   | 1991年12月1日  | ふるさと・信州を語る(6)                        |
| 第35回   | 1991年12月8日  | ある自決〜陸軍上田飛行場始末記〜               |
| 第36回   | 1991年12月15日 | ズームイン信州'91おもしろビデオ決定版          |
| 第37回   | 1991年12月22日 | 送る人から待つ人へ宅配便物語                   |
| 第38回   | 1991年12月29日 | <報道年録>長野が動いた!信州ランディング'91     |
| 第39回   | 1992年1月12日  | 1992Theサル大集合                              |
| 第40回   | 1992年1月19日  | ズームイン信州職人を捜せ!(1)                   |
| 第41回   | 1992年1月26日  | あなたならどうする〜脳死と移植〜               |
| 第42回   | 1992年2月2日   | ふるさと・信州を語る(7)                        |
| 第43回   | 1992年2月9日   | 冬の温泉とグルメ                               |
| 第44回   | 1992年2月16日  | ズームイン信州職人を捜せ!(2)                   |
| 第45回   | 1992年2月23日  | 県政討論会8,500億円の位置                      |
| 第46回   | 1992年3月1日   | ふるさと・信州を語る(8)                        |
| 第47回   | 1992年3月8日   | 信州味カタログ〜とっておきのラーメン紀行〜     |
| 第48回   | 1992年3月15日  | 我ら信州人〜作詞家松本礼志〜                   |
| 第49回   | 1992年3月22日  | びっくり!コレクター大集合                      |
| 第50回   | 1992年3月29日  | 白馬の決断                                     |

### 51回〜100回
| 放送回数 | 放送日         | 放送タイトル                                                 |
| -------- | -------------- | ------------------------------------------------------------ |
| 第51回   | 1992年4月12日  | 御柱命を懸けた男たち                                         |
| 第52回   | 1992年4月19日  | いちょうの引っ越し大作戦中央道200kmの旅                      |
| 第53回   | 1992年4月26日  | 経済討論会信州の未来を読む                                   |
| 第54回   | 1992年5月3日   | 我ら信州人映画監督・熊井啓                                   |
| 第55回   | 1992年5月10日  | 二つの御柱上社と下社                                         |
| 第56回   | 1992年5月17日  | グルメ!フランス料理三兄弟シェフに挑戦                        |
| 第57回   | 1992年5月24日  | ふるさと・信州を語る(9)                                      |
| 第58回   | 1992年5月31日  | 大鹿歌舞伎ドイツを行く                                       |
| 第59回   | 1992年6月7日   | 山間の一軒宿温泉とグルメ                                     |
| 第60回   | 1992年6月14日  | 信州名水紀行健康にいい水おいしい水                           |
| 第61回   | 1992年6月21日  | 憩いの場所銭湯が消える!                                      |
| 第62回   | 1992年6月28日  | 長野は日本一の蝶王国                                         |
| 第63回   | 1992年7月5日   | 家庭でもできるふるさと信州の味                               |
| 第64回   | 1992年7月12日  | 大集合!信州の可愛い動物たち                                  |
| 第65回   | 1992年7月19日  | 甲子園!あの感動をもう一度                                    |
| 第66回   | 1992年8月2日   | 信州の海太平洋VS日本海                                       |
| 第67回   | 1992年8月9日   | 立ち入り禁止花火師の仕事場                                   |
| 第68回   | 1992年8月16日  | 終戦記念特集47年目の松代大本営                               |
| 第69回   | 1992年8月23日  | あなたが選ぶ信州の滝                                         |
| 第70回   | 1992年8月30日  | コンベンションビジネスオリンピック後の長野を見据えて         |
| 第71回   | 1992年9月6日   | アルプスに響け信州に歌え小澤征爾とサイトウキネンオーケストラ |
| 第72回   | 1992年9月13日  | 信州グルメ世界紀行                                           |
| 第73回   | 1992年9月20日  | ふるさと信州を思うものまね人生清水アキラ                     |
| 第74回   | 1992年9月27日  | 平成知事考今改めて考える知事のイスとは                       |
| 第75回   | 1992年10月11日 | 信州グルメ紀行心も体も温まるあぁラーメン一杯の幸せ           |
| 第76回   | 1992年10月18日 | 一度は泊まってみたい豪華VIPルームとお料理                    |
| 第77回   | 1992年10月25日 | どこを目指すナースの道                                       |
| 第78回   | 1992年11月1日  | STOPザエイズ                                                 |
| 第79回   | 1992年11月8日  | 新そば粉、味へのこだわり百軒百様「信州そば」                 |
| 第80回   | 1992年11月15日 | 2000万、1000万で買える<得>県内土地付一戸建て                 |
| 第81回   | 1992年11月22日 | 男顔負け!職場の輝く女性達                                    |
| 第82回   | 1992年11月29日 | 今職業科がおもしろい                                         |
| 第83回   | 1992年12月6日  | 限定版!美人で魅力的な村娘                                    |
| 第84回   | 1992年12月13日 | 豪華ホテル、レストランXmasディナー大プレゼント               |
| 第85回   | 1992年12月20日 | 漁師のおすすめ日本海の味                                     |
| 第86回   | 1992年12月27日 | 信州'92メモリーズ〜報道カメラが語る一年〜                    |
| 第87回   | 1993年1月10日  | '93酉年白鳥が舞う信州                                        |
| 第88回   | 1993年1月17日  | ファミリーレストランが危ない?がんばれ!お子様ランチ           |
| 第89回   | 1993年1月24日  | スキー場おもしろ情報                                         |
| 第90回   | 1993年1月31日  | '93信州高速交通時代の幕開け                                  |
| 第91回   | 1993年2月7日   | めざせ志望校合格祈願と最新!女子高生の制服                    |
| 第92回   | 1993年2月14日  | おいしい焼き立てをどうぞ!街角パン屋さん奮戦記                |
| 第93回   | 1993年2月21日  | 本番まで5年君もオリンピックに参加できる!?                    |
| 第94回   | 1993年2月28日  | 白鳳の息吹今に伝えて〜善光寺、正月の秘儀〜                   |
| 第95回   | 1993年3月7日   | 信州にも意地があるネタで勝負!鮨くいねぇ                      |
| 第96回   | 1993年3月14日  | ベースボールドリームプロに賭けた人生                         |
| 第97回   | 1993年3月21日  | ふるさと・信州を語る(10)                                     |
| 第98回   | 1993年3月28日  | 春だ!高速道の旅〜サービスエリアは日本一の観光地〜            |
| 第99回   | 1993年4月4日   | 鹿教湯が変わる!?斉藤旅館の挑戦                               |
| 第100回  | 1993年4月11日  | 激安!信州ゆけむり公共の宿Part1                               |

### 101回〜150回
| 第101回 | 1993年4月18日  | 秘蔵初公開!北信濃一の豪商田中本家                                 |
| 第102回 | 1993年4月25日  | どうなる?信州の駅弁                                               |
| 第103回 | 1993年5月2日   | 長野県の日本一総集編                                              |
| 第104回 | 1993年5月9日   | おばあちゃんたちの旅公共の宿Part2                                 |
| 第105回 | 1993年5月16日  | かつ丼の街誕生?信州のかつ丼!!                                     |
| 第106回 | 1993年5月23日  | 松本空港ジェット化さようならYS11                                  |
| 第107回 | 1993年5月30日  | 豊かな自然を守るために上高地への足を考える                        |
| 第108回 | 1993年6月6日   | おめでとう!皇太子さま雅子さんご成婚〜皇室ご一家と信州〜           |
| 第109回 | 1993年6月13日  | 信州そば海を渡る戸隠・ネパール7,000キロ                           |
| 第110回 | 1993年6月20日  | ヒマラヤに魅せられた男たち                                        |
| 第111回 | 1993年6月27日  | ふるさと・信州を語る(11)                                          |
| 第112回 | 1993年7月4日   | 木曾馬のふるさと開田                                              |
| 第113回 | 1993年7月11日  | 激安!公共の宿近県編一泊二日の旅                                   |
| 第114回 | 1993年7月25日  | 球児たちの熱い夏〜松商VS佐久〜                                    |
| 第115回 | 1993年8月1日   | 国宝松本城「夢物語り」                                            |
| 第116回 | 1993年8月8日   | 思わず興奮!そして涙…信州博その裏側がおもしろい                    |
| 第117回 | 1993年8月15日  | <終戦特番>されど天界は変わらず東京帝大天文学科の疎開              |
| 第118回 | 1993年8月29日  | 一口食べたらやめられない!甘い誘惑                                 |
| 第119回 | 1993年9月5日   | 美しい自然ゴミが信州を襲う!                                       |
| 第120回 | 1993年9月12日  | 母が語る小澤征爾とサイトウキネン・オーケストラ                    |
| 第121回 | 1993年9月19日  | 円高還元県内の激安店                                              |
| 第122回 | 1993年9月26日  | 時が止まる!美術館のティータイム                                   |
| 第123回 | 1993年10月3日  | ゴミが信州を襲う!Part2不法投棄を摘発する                          |
| 第124回 | 1993年10月10日 | 夜空を染めた手作り花火〜花火師の村清内路〜                        |
| 第125回 | 1993年10月17日 | 信州の秋味まつたけ                                                |
| 第126回 | 1993年10月24日 | 日本横断駅伝380キロ駅伝信大農学部、男の心意気!                    |
| 第127回 | 1993年10月31日 | 轍歌に託す交通事故ゼロへの願い                                    |
| 第128回 | 1993年11月6日  | 激安!公共の宿Part4                                                |
| 第129回 | 1993年11月13日 | ふるさと創生お薦め!公共の宿                                       |
| 第130回 | 1993年11月20日 | 分別収集の危機リサイクルが動かない!?                              |
| 第131回 | 1993年11月27日 | ふるさと・信州を語る(12)                                          |
| 第132回 | 1993年12月5日  | もっと知りたい!長野、松本ひとり旅                                 |
| 第133回 | 1993年12月12日 | Xmas夢のディナー大プレゼント                                      |
| 第134回 | 1993年12月19日 | ふとっぱら信州年末年始こここそお得                                |
| 第135回 | 1993年12月26日 | <報道年録>VTR3500本がみた信州のうねり'93                          |
| 第136回 | 1994年1月9日   | '94長野経済商戦福袋を追え!                                        |
| 第137回 | 1994年1月16日  | 天を焦がす火祭り男たちの攻防戦!野沢温泉道祖神祭り                 |
| 第138回 | 1994年1月23日  | めざせ!金メダル飛べ!走れ!河野孝典                                 |
| 第139回 | 1994年1月30日  | リレハンメルから長野へ                                            |
| 第140回 | 1994年2月6日   | 信州でたべるこだわりのうどん                                      |
| 第141回 | 1994年2月13日  | 思い切り楽しもうアフタースキー温泉とグルメ                        |
| 第142回 | 1994年2月20日  | 行けば得する!これが本物激安店                                     |
| 第143回 | 1994年2月27日  | 緊急出動!雪の高速道1,440分                                        |
| 第144回 | 1994年3月6日   | オリンピックで燃えた!金・銀河野孝典西方仁也〜県関係12選手総集編〜 |
| 第145回 | 1994年3月13日  | 子育て?教育派・自然派がんばれチビッコ!                            |
| 第146回 | 1994年3月20日  | 信州ラーメンついに誕生!!〜通が選んだとびっきりのお店〜            |
| 第147回 | 1994年3月27日  | 生きる力をください。〜重度障害児の訪問教育〜                      |
| 第148回 | 1994年4月10日  | プロ野球開幕一軍への道                                            |
| 第149回 | 1994年4月17日  | 春の風と旬の味激安!公共の宿                                       |
| 第150回 | 1994年4月24日  | あなたも環境を破壊しているゴミは危険がいっぱい                    |

### 151回〜200回
| 放送回数 | 放送日         | 放送タイトル                                                     |
| -------- | -------------- | ---------------------------------------------------------------- |
| 第151回  | 1994年5月1日   | 絵になる街安曇野〜放浪画家奥田郁太郎〜                           |
| 第152回  | 1994年5月8日   | 森の妖精ヤマネ〜動物の世界に異変〜                               |
| 第153回  | 1994年5月15日  | 看板のない店?ちょっと気になるグルメ                              |
| 第154回  | 1994年5月22日  | 羽田総理誕生の地城下町上田おもしろマップ                         |
| 第155回  | 1994年5月29日  | 県政討論会〜どこまで続く県政の変動〜                             |
| 第156回  | 1994年6月5日   | 松代は童謡の故郷作詞家・山上武夫                                 |
| 第157回  | 1994年6月12日  | 価格破壊始まる!?大型店進出の裏側!                                |
| 第158回  | 1994年6月19日  | 格安!家族旅行こだわりのペンション民宿                            |
| 第159回  | 1994年6月26日  | オリンピック100年長野へのメッセージ                              |
| 第160回  | 1994年7月3日   | 夏休み企画大自然のリゾート                                       |
| 第161回  | 1994年7月10日  | もっともっとうまいビールが飲みた〜い                             |
| 第162回  | 1994年7月17日  | 円2ケタ時代還元?マルトク情報                                     |
| 第163回  | 1994年7月24日  | 鳥羽院政と小川荘〜僧・増證の謎〜                                 |
| 第164回  | 1994年7月31日  | ここが僕らの甲子園                                               |
| 第165回  | 1994年8月7日   | もう遠いなんていわせない海の幸がおいしい公共の宿                 |
| 第166回  | 1994年8月14日  | <終戦特番>ははの国は遠く〜中国残留婦人〜                         |
| 第167回  | 1994年8月21日  | 猛暑の人気スポットアイスクリームのお店                           |
| 第168回  | 1994年8月28日  | 涼しさいっぱい!家族で楽しむサマースキーと温泉                    |
| 第169回  | 1994年9月4日   | '94サイトウ・キネン・フェスティバル松本世界と交流!ヨーロッパ公演 |
| 第170回  | 1994年9月11日  | これは満足!500円ランチと愛情弁当                                 |
| 第171回  | 1994年9月18日  | ブライダルシーズン到来!結婚式のHow to                            |
| 第172回  | 1994年9月25日  | 電話で医療相談                                                   |
| 第173回  | 1994年10月2日  | アルプスに魅せられて〜全国初女性山岳救助隊員誕生〜               |
| 第174回  | 1994年10月9日  | デビュー直前密着取材!アナウンス研修                              |
| 第175回  | 1994年10月23日 | 秋味まつたけバスツアー〜塩田平は大騒ぎ!?〜                       |
| 第176回  | 1994年10月30日 | 草原のオルテンドー〜モンゴルに小諸節のルーツを求めて〜           |
| 第177回  | 1994年11月6日  | 秘剣は語る歴史ロマン・三寅剣の謎                                 |
| 第178回  | 1994年11月13日 | 信州の新しい味誕生なるか?                                        |
| 第179回  | 1994年11月20日 | 味の絶品!信州牛、馬肉の本物の舌ざわり                            |
| 第180回  | 1994年11月27日 | 不登校解消への光を求めて〜浪合こころの塾の挑戦〜                 |
| 第181回  | 1994年12月4日  | 電話で医療相談2                                                  |
| 第182回  | 1994年12月11日 | いい旅!気配りの宿〜忘新年会・正月宿泊情報〜                      |
| 第183回  | 1994年12月18日 | きらめきの味!暖かい部屋でアイスクリームがうまい!!                |
| 第184回  | 1994年12月25日 | <報道年録>動〜報道カメラがとらえた'94信州〜                      |
| 第185回  | 1995年1月8日   | 冬は魚がうまい!                                                  |
| 第186回  | 1995年1月15日  | 高速道PAがスキー場に!県内お腹いっぱい初滑り                      |
| 第187回  | 1995年1月22日  | 蘇れ!思い出の品                                                  |
| 第188回  | 1995年1月29日  | 「アンデレちゃんは日本人」                                       |
| 第189回  | 1995年2月5日   | 確定申告マル得特別減税!!                                         |
| 第190回  | 1995年2月12日  | 冬こそ心も体もあったか!信州ラーメン味自慢                        |
| 第191回  | 1995年2月19日  | ネタは新鮮味はとびきり絶品のにぎり寿司                           |
| 第192回  | 1995年2月26日  | 重度障害児・高等部入学への壁                                     |
| 第193回  | 1995年3月5日   | 諫死〜須坂藩主堀直虎〜                                           |
| 第194回  | 1995年3月12日  | いい旅発見!古きよき蔵の街をいく                                  |
| 第195回  | 1995年3月19日  | 一度は食べてみたい丼                                             |
| 第196回  | 1995年3月36日  | 命あるものの絆〜野生動物からの赤信号〜                           |
| 第197回  | 1995年4月16日  | 春を彩る和菓子決定版                                             |
| 第198回  | 1995年4月23日  | 知らない街春味を訪ねて〜「地図」のない旅〜                       |
| 第199回  | 1995年4月30日  | 長期野営〜士官候補生たちの終戦〜                                 |
| 第200回  | 1995年5月7日   | 初めての給料日飛び出せ社会人一年生                               |

### 201回〜250回
| 放送回数 | 放送日         | 放送タイトル                                           |
| -------- | -------------- | ------------------------------------------------------ |
| 第201回  | 1995年5月14日  | オリンピック1000日前                                   |
| 第202回  | 1995年5月21日  | アッ!と驚く発明大集合                                  |
| 第203回  | 1995年5月28日  | 電話で医療相談3                                        |
| 第204回  | 1995年6月4日   | パワフルに、しなやかに女性トラッカー参上!!             |
| 第205回  | 1995年6月11日  | うまい、安い、楽しい女性が選ぶ居酒屋                   |
| 第206回  | 1995年6月18日  | 思わず手が出る!洋菓子の店決定版                        |
| 第207回  | 1995年6月25日  | 大自然を満喫!特選信州のロープウェイ雲海の旅            |
| 第208回  | 1995年7月2日   | 家族で行く夏休み温泉の旅 〜公共の宿Part6〜             |
| 第209回  | 1995年7月9日   | 緑につつまれてアウトドアLIFE〜家族歓迎キャンプ情報〜   |
| 第210回  | 1995年7月16日  | 腕自慢が作るこだわりカレー〜家庭の味とプロの味〜       |
| 第211回  | 1995年7月30日  | 集中豪雨の傷痕失った生活                               |
| 第212回  | 1995年8月6日   | 青春スタジアム〜球児を支える女性達の夏〜               |
| 第213回  | 1995年8月20日  | 自然にやさしい山岳観光地スイス&信州                    |
| 第214回  | 1995年8月27日  | 松葉杖と戦争〜光明〜                                   |
| 第215回  | 1995年9月3日   | 食卓にもう一品!町で見つけたお総菜屋さん                |
| 第216回  | 1995年9月10日  | <報道特番>龍彦ちゃん遺体発見                           |
| 第217回  | 1995年9月17日  | 香り、歯ごたえ、味が命手作りパン屋さん                 |
| 第218回  | 1995年9月24日  | 見て、食べて、泊まってくつろぎの秋の湖                 |
| 第219回  | 1995年10月1日  | 矢弾尽き果て散るぞ悲しき                               |
| 第220回  | 1995年10月8日  | 女性に大人気!街でうわさのスパゲッティ屋さん            |
| 第221回  | 1995年10月22日 | この時季限定秋味まつたけ三昧                           |
| 第222回  | 1995年10月29日 | コメ流通革命新食糧法                                   |
| 第223回  | 1995年11月5日  | 今、炭焼きグルメが人気!注目される炭職人                |
| 第224回  | 1995年11月12日 | おいしい新そば味勝負!!                                 |
| 第225回  | 1995年11月19日 | 晩秋を走る幻の機関車列車で行く温泉と味覚の旅           |
| 第226回  | 1995年11月26日 | ホームドクター電話で医療相談4                          |
| 第227回  | 1995年12月3日  | 食べて飲んで大満足!忘年会決定版                        |
| 第228回  | 1995年12月10日 | あなたが選ぶ公共の露天風呂                             |
| 第229回  | 1995年12月17日 | 女性必見!!パチンコ特集                                 |
| 第230回  | 1995年12月24日 | 心も温まる薪ストーブの魅力!                            |
| 第231回  | 1996年1月7日   | -20℃厳冬の世界カメラが捕えた絶景                       |
| 第232回  | 1996年1月14日  | おふくろの味あたたかい味噌料理                         |
| 第233回  | 1996年1月21日  | 白球は海を越えて〜長野県高校野球選抜チーム台湾遠征記〜 |
| 第234回  | 1996年1月28日  | 信州の自然を愛した東山魁夷                             |
| 第235回  | 1996年2月4日   | 優しさ味わい日本酒冬物語                               |
| 第236回  | 1996年2月11日  | 激戦!!冬ラーメン主の戦い                               |
| 第237回  | 1996年2月18日  | 冬の北陸海鮮三昧                                       |
| 第238回  | 1996年2月25日  | 春を彩る楽しいひな祭り                                 |
| 第239回  | 1996年3月3日   | 春を彩る和菓子の逸品                                   |
| 第240回  | 1996年3月10日  | 究極の一品こども大好きたまご料理                       |
| 第241回  | 1996年3月17日  | 粋が売り!ネタが自慢!お寿司屋さん                       |
| 第242回  | 1996年3月24日  | 品切れ御免!これが信州の逸品                            |
| 第243回  | 1996年4月7日   | 重度知的障害者にかける夢                               |
| 第244回  | 1996年4月14日  | 食通が好む地中海の香り〜本格的イタリアン料理〜         |
| 第245回  | 1996年4月21日  | 三つ星に負けないリゾートのレストラン〜志賀高原編〜     |
| 第246回  | 1996年4月28日  | ふれあいの旅道の駅                                     |
| 第247回  | 1996年5月5日   | 急流!天竜舟下り〜女船頭さん誕生〜                      |
| 第248回  | 1996年5月12日  | 初めてのラウンド食べて遊んでナイスショット!            |
| 第249回  | 1996年5月19日  | 第2回決定!あなたが選ぶ公共の露天風呂                   |
| 第250回  | 1996年5月26日  | ホームドクター電話で医療相談5                          |

### 251回〜300回
| 放送回数 | 放送日         | 放送タイトル                                     |
| -------- | -------------- | ------------------------------------------------ |
| 第251回  | 1996年6月2日   | おいしさ追求!!〜生涯をかけた味の逸品〜           |
| 第252回  | 1996年6月9日   | お腹いっぱい日本海Part1                          |
| 第253回  | 1996年6月16日  | お腹いっぱい日本海Part2                          |
| 第254回  | 1996年6月23日  | 信州で味わう全国味巡り                           |
| 第255回  | 1996年6月30日  | よみがえれ虫たちの楽園ビオトープ造りの試み       |
| 第256回  | 1996年7月7日   | 大自然と過ごす家族で楽しむアウトドア             |
| 第257回  | 1996年7月14日  | 誕生!信州の地ビール                              |
| 第258回  | 1996年7月28日  | 夏こそ冷ややっこ!究極板こだわりの豆腐料理        |
| 第259回  | 1996年8月4日   | めざせ甲子園'96熱血監督31年目の挑戦              |
| 第260回  | 1996年8月11日  | なぜ旨い?大阪名物タコ焼き                        |
| 第261回  | 1996年8月18日  | 魅力の新味冷たいアイスはここが一番!              |
| 第262回  | 1996年8月25日  | 若き画学生の青春                                 |
| 第263回  | 1996年9月1日   | サイトウキネン斉藤秀雄が愛した山村               |
| 第264回  | 1996年9月8日   | 香ばしさが広がるふっくら焼き立てのパン屋さん     |
| 第265回  | 1996年9月15日  | 腕自慢!お父さんの台所〜会社帰りのお買い物〜      |
| 第266回  | 1996年9月22日  | 歴史の足音新・善光寺表参道                       |
| 第267回  | 1996年9月29日  | どうして?不登校報道部                            |
| 第268回  | 1996年10月13日 | ど!ドーンと丼                                    |
| 第269回  | 1996年10月20日 | 総選挙特番                                       |
| 第270回  | 1996年10月27日 | 信州を愛したウエストン                           |
| 第271回  | 1996年11月3日  | ホテルで楽しむおしゃれランチ                     |
| 第272回  | 1996年11月10日 | 思い出に残るうどんの味〜ハガキで選んだうまい店〜 |
| 第273回  | 1996年11月17日 | 第3回決定!あなたが選ぶ公共の露天風呂             |
| 第274回  | 1996年11月21日 | 魅力いっぱい!〜快速・上信越道の旅〜              |
| 第275回  | 1996年11月28日 | ホームドクター電話で医療相談6                    |
| 第276回  | 1996年12月8日  | お正月の湯けむり宿                               |
| 第277回  | 1996年12月15日 | 家族だんらん鍋料理の店                           |
| 第278回  | 1997年1月5日   | 長野オリンピックアナウンサー体験リポート         |
| 第279回  | 1997年1月12日  | 優しく包まれた秘密の味焼きたてあつあつ餃子       |
| 第280回  | 1997年1月19日  | オリンピック特番1998冬季五輪                     |
| 第281回  | 1997年1月26日  | これぞ信州の冬!                                  |
| 第282回  | 1997年2月2日   | 技が冴える伝統が生きる匠                         |
| 第283回  | 1997年2月9日   | ラーメン冬の陣!〜教えて下さいおいしいお店〜      |
| 第284回  | 1997年2月16日  | うれし懐かしおかずの王様コロッケ                 |
| 第285回  | 1997年2月23日  | 密着!県警航空隊                                  |
| 第286回  | 1997年3月2日   | 長野オリンピックに懸ける                         |
| 第287回  | 1997年3月9日   | ラーメン春一番                                   |
| 第288回  | 1997年3月16日  | 特選!信州の江戸前寿司                            |
| 第289回  | 1997年4月6日   | 私たちの挑戦〜金メダルを目指すもう一つの闘い〜   |
| 第290回  | 1997年4月13日  | 猿たちの彷徨                                     |
| 第291回  | 1997年4月20日  | 安くて旨い!愛の500円ランチ                       |
| 第292回  | 1997年4月27日  | 女性限定サービス                                 |
| 第293回  | 1997年5月4日   | 興福寺国宝展                                     |
| 第294回  | 1997年5月11日  | 7年に1度善光寺御開帳宿坊は大忙し!                |
| 第295回  | 1997年5月18日  | 発表!第4回あなたが選ぶ信州の露天風呂             |
| 第296回  | 1997年5月25日  | 本場横浜中華街にも負けない!信州の焼きそば        |
| 第297回  | 1997年6月1日   | 新緑の中でナイスバーディ!                        |
| 第298回  | 1997年6月8日   | 可愛いペットたちは今                             |
| 第299回  | 1997年6月15日  | 信州の山菜                                       |
| 第300回  | 1997年6月22日  | 300回記念総集編                                  |

### 301回〜350回
| 放送回数 | 放送日         | 放送タイトル                                 |
| -------- | -------------- | -------------------------------------------- |
| 第301回  | 1997年6月29日  | 母子像の彼方に消えゆく鉄路                   |
| 第302回  | 1997年7月6日   | ホームドクター電話で医療相談7                |
| 第303回  | 1997年7月13日  | 河童橋物語                                   |
| 第304回  | 1997年7月20日  | とびだせアウトドア                           |
| 第305回  | 1997年7月27日  | 日本海グルメ信州の海情報                     |
| 第306回  | 1997年8月3日   | ちょっとぜいたくワイン紀行                   |
| 第307回  | 1997年8月10日  | 涼しさ満点!冷たい麺                          |
| 第308回  | 1997年8月17日  | 冷た〜いアイスクリーム                       |
| 第309回  | 1997年8月24日  | カレー3                                      |
| 第310回  | 1997年8月31日  | 汽笛は遠く〜長野空襲から52年〜               |
| 第311回  | 1997年9月7日   | 教えますとっておき!森のレストラン            |
| 第312回  | 1997年9月14日  | あのラーメン屋さんは今…                      |
| 第313回  | 1997年9月21日  | 名人が作るこの逸品                           |
| 第314回  | 1997年9月28日  | 情報グルメ秋の志賀高原                       |
| 第315回  | 1997年10月12日 | しなの鉄道開業〜走れ!夢と期待をのせて〜      |
| 第316回  | 1997年10月19日 | 女性が楽しむおしゃれな時間                   |
| 第317回  | 1997年10月26日 | 駿河湾と富士山伊豆1泊の旅                    |
| 第318回  | 1997年11月2日  | 2230本出版                                   |
| 第319回  | 1997年11月9日  | 愛情弁当物語                                 |
| 第320回  | 1997年11月16日 | 本日の特選素材信州の地大根                   |
| 第321回  | 1997年11月23日 | 北信の製紙王越寿三郎                         |
| 第322回  | 1997年11月30日 | 仰ぎ見てわれらが常念                         |
| 第323回  | 1997年12月7日  | ホームドクター電話で医療相談8                |
| 第324回  | 1997年12月14日 | お正月の宿大抽選会                           |
| 第325回  | 1997年12月21日 | 長野市ホテル戦争                             |
| 第326回  | 1998年1月11日  | 中華の饗宴〜北京・四川・上海・広東〜         |
| 第327回  | 1998年1月18日  | 麺の達人寒がうまいうどん!!                   |
| 第328回  | 1998年1月25日  | 摂食障害                                     |
| 第329回  | 1998年2月1日   | 白馬八方尾根が世界の舞台                     |
| 第330回  | 1998年2月8日   | トップシェフのこだわり料理                   |
| 第331回  | 1998年2月15日  | ラーメン厳選の味                             |
| 第332回  | 1998年2月22日  | 安い!旨い!ラーメンの金メダル                 |
| 第333回  | 1998年3月1日   | ペンション夫婦の奮闘記                       |
| 第334回  | 1998年3月8日   | 厳選!!信州の江戸前寿司                       |
| 第335回  | 1998年3月15日  | パラリンピック総集編輝いた希望               |
| 第336回  | 1998年3月29日  | 母から娘へわが家のおはづけ                   |
| 第337回  | 1998年4月5日   | 春が咲く名人の和菓子                         |
| 第338回  | 1998年4月12日  | 春が呼ぶ近県の公共の宿                       |
| 第339回  | 1998年4月19日  | 春の食材これが板前の腕                       |
| 第340回  | 1998年4月26日  | 春の温泉美人の湯                             |
| 第341回  | 1998年5月3日   | 春が沸きたつ御柱1                            |
| 第342回  | 1998年5月10日  | 春が沸きたつ御柱2                            |
| 第343回  | 1998年5月17日  | 夢の女神を見つめて                           |
| 第344回  | 1998年5月24日  | グルメ的文学紀行                             |
| 第345回  | 1998年5月31日  | 望郷の詞〜モンテンルパの予は更けて〜         |
| 第346回  | 1998年6月7日   | ログハウスのお店                             |
| 第347回  | 1998年6月14日  | 今!はじめよう!ニュースポーツ                 |
| 第348回  | 1998年6月21日  | 辛さがうまいエスニック                       |
| 第349回  | 1998年6月28日  | 焼きたての麦秋のパン屋さん                   |
| 第350回  | 1998年7月5日   | 子供みたいにドキドキワクワクおやつよもやま話 |

### 351回〜最終回
| 放送回数 | 放送日         | 放送タイトル                              |
| -------- | -------------- | ----------------------------------------- |
| 第351回  | 1998年7月12日  | 参議院議員選挙                            |
| 第352回  | 1998年7月19日  | 鰻                                        |
| 第353回  | 1998年7月26日  | みこしを担げ!須坂祇園祭りに燃えて         |
| 第354回  | 1998年8月2日   | ホームドクター電話で医療相談9             |
| 第355回  | 1998年8月9日   | 私を連れてって〜渓流編〜                  |
| 第356回  | 1998年8月16日  | 終戦特番癒されぬ傷跡〜13歳の関東軍兵士〜  |
| 第357回  | 1998年8月23日  | ちょっとのぞいてみたい!信州の晩御飯百景   |
| 第358回  | 1998年8月30日  | 煌めきの瞬間信州出身のプロ野球選手        |
| 第359回  | 1998年9月6日   | ロマン鉄道夢の跡                          |
| 第360回  | 1998年9月13日  | 味な芸術の秋美術館グルメ旅                |
| 第361回  | 1998年9月20日  | 初秋いざなう湯煙の宿                      |
| 第362回  | 1998年9月27日  | 家庭が汚染源にならないために!ダイオキシン |
| 第363回  | 1998年10月11日 | 北信濃が沸いたたべごろ信州中野            |
| 第364回  | 1998年10月18日 | 蜂〜VESPA〜                               |
| 第365回  | 1998年10月25日 | 長野ホテル新時代                          |
| 第366回  | 1998年11月1日  | 郊外移転した店                            |
| 第367回  | 1998年11月8日  | 意外な店の意外な人気商品                  |
| 第368回  | 1998年11月15日 | がんばれペンション                        |
| 第369回  | 1998年11月22日 | 犬里親探し                                |
| 第370回  | 1998年11月29日 | 報道アニマルテラピー                      |
| 第371回  | 1998年12月6日  | 信濃友禅                                  |
| 第372回  | 1998年12月13日 | 心の旅超豪華旅館                          |
| 第373回  | 1998年12月29日 | ちょっといいクリスマス                    |
| 最終回   | 1998年12月27日 | 信州AS№1                                  |